# Kuohanajärvi
Kuohanajärvi är en sjö i kommunen Enare i landskapet Lappland i Finland. Sjön ligger 148,5 meter över havet. Arean är 49 hektar och strandlinjen är 6,37 kilometer lång. Sjön  ingår i Pasvik älvs huvudavrinningsområde.   Den ligger omkring 260 kilometer norr om Rovaniemi och omkring 960 kilometer norr om Helsingfors. 